# Contea di Jackson (Minnesota)
La contea di Jackson in inglese Jackson County è una contea dello Stato del Minnesota, negli Stati Uniti. La popolazione al censimento del 2000 era di 11 268 abitanti. Il capoluogo di contea è Jackson